# Французский союз
Французский союз (фр. Union française) — политическая сущность, созданная Четвёртой французской республикой для трансформации Французской колониальной империи.

## История
Французский союз был образован 27 октября 1946 года в соответствии со Статьёй VIII Конституции. Французские колонии преобразовывались в департаменты и заморские территории, изменялся юридический статус их граждан.
В 1958 году, после образования Пятой республики, Французский союз был преобразован во Французское сообщество.

## Состав
Французский Союз состоял из метрополии, заморских департаментов, заморских территорий, ассоциированных территорий и ассоциированных государств:
- Метрополия Франции
- Заморские департаменты (les départements d’outre-mer):
  - Гваделупа
  - Мартиника
  - Гвиана
  - Реюньон
- Заморские территории (les territoires d’outre-mer):
  - Французская Западная Африка
    - (Западное побережье)
      - Мавритания
      - Сенегал
      - Гвинея
      - Судан (Мали)

    - (Юго-западное побережье)
      - Кот-д’Ивуар
      - Дагомея (Бенин)
      - Верхняя Вольта (Буркина-Фасо)
      - Нигер

  - Французская Экваториальная Африка
    - Чад
    - Убанги-Шари (ЦАР)
    - Конго
    - Габон

  - Мадагаскар
  - Французские владения в Индии
  - Французское Сомали (Джибути)
  - Коморы
  - Новая Каледония
  - Французская Полинезия
  - Сен-Пьер и Микелон
  - Алжир (департаменты Алжир, Оран, Константина и Южные территории)
- Ассоциированные территории (les territoires associés):
  - Того
  - Камерун
- Ассоциированные государства (États associés):
  - Государства-протектораты (Протекторат Марокко, Протекторат Тунис) планировалось включить в состав Французского союза, но они не согласились на это. Предназначенные для них места в Ассамблее Французского союза так и не были заняты. В 1956 году они стали независимыми государствами.
  - Бывший Французский Индокитай был преобразован в три ассоциированных государства:
    - Государство Вьетнам (провозглашение независимости — 14 июня 1949, вышло из Французского союза в соответствии с Женевскими соглашениями 20 июля 1954)
    - Королевство Камбоджа (независимость — 9 ноября 1953, вышло из Французского союза в соответствии с Женевскими соглашениями)
    - Королевство Лаос (провозглашение независимости — 19 июля 1949, оставалось в составе Французского союза до конца Четвёртой республики)

## Структура
Структура Французского союза определялась статьями 63-72 Конституции Франции. Она состояла из Президента Французского союза, Верховного Совета Французского союза, и Ассамблеи Французского союза.
- Президентом Французского союза являлся Президент Французской республики.
- Верховный Совет (Haut Conseil) состоял из представителей французского правительства и государств-членов. Он помогал французскому правительству в вопросах, связанных с союзом.
- Половину Ассамблеи (Assemblée de l’Union) составляли представители Французской метрополии, другую половину — представители заморских департаментов, заморских территорий и ассоциированных государств.